# Moschea di East London
La moschea di East London, situato in Tower Hamlets, ospita la più grande comunità musulmana del Regno Unito. Questa è una delle moschee più grandi dell'Europa, ospitando più di 7.000 fedeli per la preghiera congregazionale. La moschea, infatti, tiene il più grande servizio di preghiera congregazionale del Regno Unito ogni venerdì, ospitando una frequenza settimanale superiore a 35.000 fedeli. Questa è stata la prima moschea dell'Europa che ha avuto il permesso di trasmettere l'Adhān.

## Costruzione e architettura
La costruzione di tre piani della moschea inizió nel 1982 su un terreno vuoto dopo i bombardamenti durante la seconda guerra mondiale e fu completata nel 1985. L'architettore fu John Gill Associates. L'esterno è un mattone distintivo in due colori, con la parte anteriore rivolta verso Whitechapel Road e il posteriore verso il Fieldgate Street. La moschea è ricoperto da una cupola di color d'oro di circa 8,5 m di diametro. Il minareto sale a circa 22 metri sopra il livello del suolo, e l'ingresso principale è rifinito con due piccoli del minareti.
La moschea ha due grandi sale, una galleria, aule, uffici e una unità di vendita al dettaglio.
La costruzione per la fase del Centro islamico di Londra, ha inizio nel 2002 e fu completata nel 2004. Collegato con la moschea, è un edificio di sei piani con un ingresso di rilievo con un mosaico di spazzamento. Il centro dispone di due sale polivalenti, una suite seminario, un asilo nido, una scuola elementare e media, un'istruzione superiore, aule, un centro fitness, una piccola biblioteca islamica, una stazione radio, unità commerciali e uffici. Tutto questo è stato progettato da Studio Klaschka Architettura e Design.
Nel 2009 è iniziata la fase del Centro Maryam (Centro delle donne), una aggiunta di nove piani sul lato Fieldgate Street, su un sito originariamente utilizzato dai servizi funebri della moschea, progettata sempre dagli stessi architetti. Il Centro Maryam è stato aperto al pubblico il 4 luglio 2013. Questo comprende l'aggiunta di una nuova sala di preghiera principale, miglioramento dei servizi funebri, un centro visitatori, e più di cinque piani di servizi per le donne, compresi gli spazi di preghiera, strutture educative, un centro fitness e servizi di supporto.

## Organizzazione
Attualmente il khaṭīb e l'imam principale della moschea è il britannico bengalese Sheikh Abdul Qayum, e gli altri imam sono Sheikh Abul Hussain Khan e Mawlana Abdul Mumin. Riguardando i muezzin principali, sono Nowshad Mahfuz e Qari Hafiz Abu Hasan Tayeb, mentre Dr.Abdul Bari e Habibur Rahman sono i presidenti della moschea. Dilowar Hussain Khan, dal 2002 era stato eletto come direttore esecutivo della moschea.